# Pinatypie

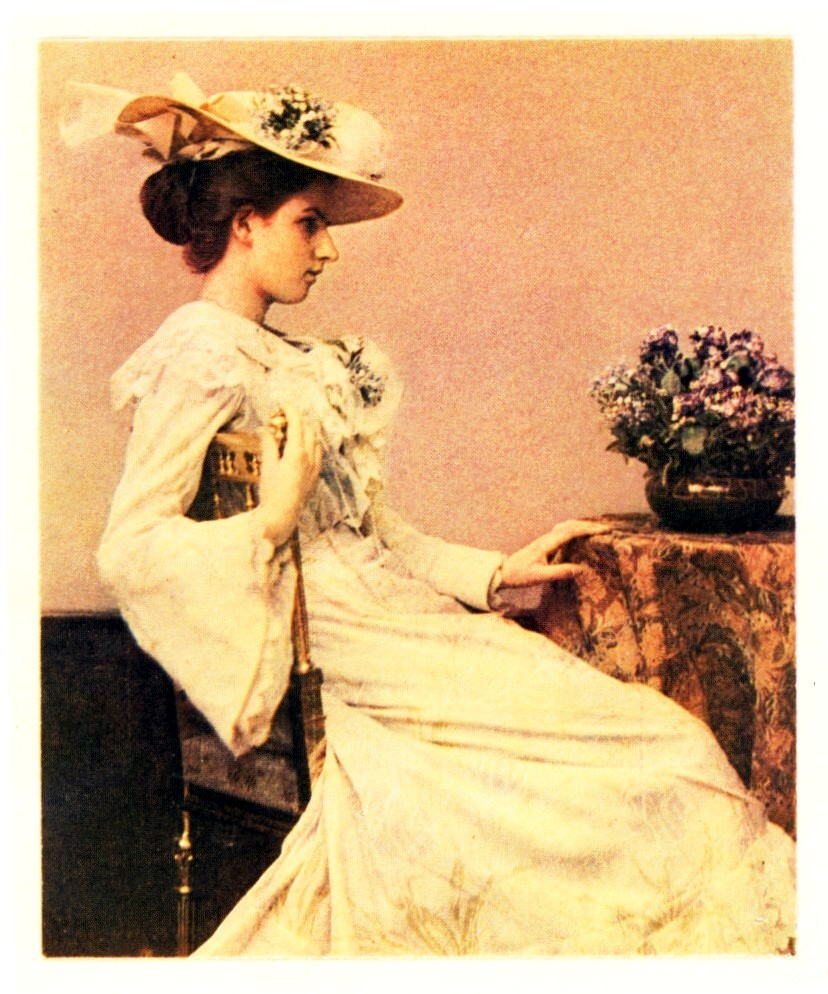
Nicola Perscheid: Slečna Jungmannová, tříbarevná pinatypie z roku 1900

Pinatypie je fotografický proces z rodiny ušlechtilých tisků pro získávání barevných pozitivů, zavedený v roce 1903. Jedná se o druh metody hydrotypie a je předchůdcem diapozitivu. Používal se od počátku až do šedesátých let 20. století kdy se používal podobně jako pozdější diapozitiv při projekci nehybné obrazové reklamy v kinech. Pinatypie patří mezi takzvané přímé pozitivní procesy, v nichž chybí „mezinegativ“. Vynalezl jej Francouz Léon Didier v roce 1903 a Ernst König spolu s dalšími chemiky z firmy Hoechst AG vyvinul jeho industriální výrobu. Vynalezli také potřebné barvící látky a ustalovač.

## Princip

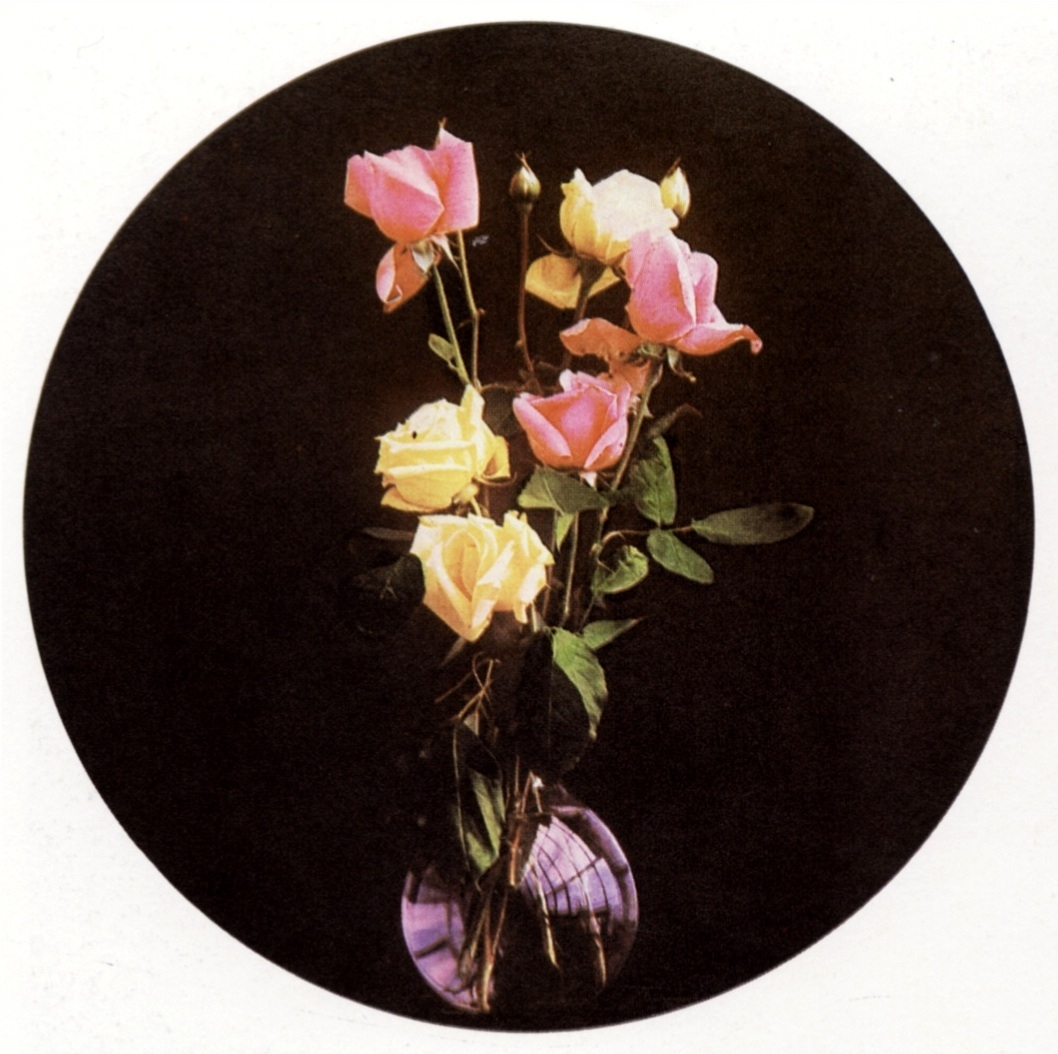
Růže, 70×70 mm, 1905

Je založen na subtraktivní barevné syntéze využívající želatinového reliéfu, podobně jako je to u ostatních ušlechtilých tisků – uhlotisku, gumotisku, olejotisku, bromolejotisku nebo carbra.
Na rozdíl od procesu reliéfního tisku (dye-transfer) jako je například Technicolor 4 nevyužívá metoda pinatypie halogenidy stříbra.
Místo toho se pro fotografickou senzibilizaci využívají jiné kovové soli, zejména bichromáty. Pro výrobu tohoto typu diapozitivů, používala například firma Agfa takzvané pinatypické desky, což byly skleněné tabule potažené pouze čistou netvrzenou želatinou. Želatinová vrstva se vykoupala v roztoku dichromanu draselného a kovových solí citlivých na světlo, díky čemuž se pinatypická deska stala fotograficky sensibilovanou.
K výrobě tříbarevné pinatype jsou potřeba právě dvě desky. Obě dvě pinatypické desky se zcitliví výše popsaným způsobem. Pak se na jednu z desek nanese nejdříve červený extrakt ze stranově správného předlohového diapozitivu, který se osvítí a ponoří se do roztoku s červeným azobarvivem. Na druhé desce se osvítí stranově odpovídající modro-zelený extrakt a obraz kovových solí se zabarví odpovídajícím azobarvivem.
Po vymytí a usušení červené desky se tato překryje druhou želatinovou vrstvou a ty se opět senzibilují v bichromátové lázni. Jakmile deska uschne, dají se přesně na sebe zakonzervovaný červený výtažek a již připravený modrý výtažek s želatinovou vrstvou. Pak se stranově správně prosvítí skrz modrý extrakt druhá želatinová vrstva červené a žluté vrstvy.
Nakonec se obě desky oddělí a obraz z kovových solí v želatinové vrstvě se žlutým práškem - která je přidružená k červenému extraktu - zabarví žlutým azobarvivem. Přitom zůstává připravená deska s červeným obrazem. Po usušení se desky (podobně jako při osvícení žluté vrstvy) se svou želatinovu stranou přesně překryjí a pevně spojí. Vytvoří tak hotovou pinatypii, která se může použít k projekci jako takzvaný velký diapozitiv.